# یواس‌اس ساچم (۱۸۶۱)
یواس‌اس ساچم (۱۸۶۱) (به انگلیسی: USS Sachem (1861)) یک کشتی بود که طول آن ۱۲۱ فوت (۳۷ متر) بود. این کشتی در سال ۱۸۴۴ ساخته شد.